# 立川真纱美
立川真纱美（日语：／ Tachikawa Masami，1980年11月16日—），神奈川縣横須賀市人，日本女子篮球运动员，曾代表日本参加2004年夏季奥林匹克运动会女子篮球比赛，获得第10名。